# 장태우
장태우(長泰宇)는 드라마 《이산》의 작가인 김이영이 만든 가공의 인물 캐릭터이다.

## 캐릭터 분석
드라마 이산에서 실존인물인 김종수를 모델로 만든 가공의 인물이다. 정확하게 말하면 드라마 이산에서 배우 이재용이 연기한 브라운관 속 모습과 이산 대본 속에만 존재하는 인물이다. 드라마를 원작으로 만들어진 이산-정조대왕 소설에는 한줄도 장태우라는 이름이 나와 있지 않다. 정조 즉위초 60대 정도 나이로 보이나 정확한 연배나 사망년도, 경력, 처자식의 이름 등은 극중 밝히지 않아 알 수 없다. 다만 극중 끌려가는 씬에서 가족들이 잠시 나온 적이 있기에 처자식이 있는 것은 알 수 있다. 애초에 초안이 되는 시놉시스에는 없었던 것으로 추정되고, 당시 노론 벽파의 영수급 인물들을 하나로 모아 만든 가공의 캐릭터 최석주가 있었긴 하지만, 정조 즉위 후 극적인 재미를 위해 한명을 더 보탠 인물로 보인다. 그러므로 최석주 캐릭터와 같은 노론 벽파이고 말 한마디로 과거시험을 문무과 모두 파장 분위기로 만들고,조정과 공공기관을 파업 상태로 만들만큼 실력자로 묘사되면서도 정순왕후와 관계가 좋지 않고 성향은 원칙을 중요시하고 자기 소신이 확고하며 옳은 길이 아니면 자기편도 단호하게 내치는 등 상반되게 그려진다. 젊을 때 경종 독살설을 지지하는 노론과 척을 지는 상소를 올려 영조 대에 정순왕후 일파에게 빌미를 잡혀 관직에서 파직된 적이 있을 정도로 정파의 의리에는 충실하나 소신주의를 추구하는 사람으로 소신과 맞지 않으면 왕에게도 직언을 올리는 곧은 성품을 지녔다. 또한 자신 때문에 파업이 일어나 역병이 도는 가운데 시름하는 백성들에게 재물을 내주어 구휼하는 등 올바른 정신도 지닌 사람이다. 파직후 창녕에서 지내다가 최석주의 도움으로 다시 정계로 복귀하고 정조는 탕평책의 일환으로 그의 품성과 학식을 존중하여 좌의정을 제수하고, 곧 영의정으로 올려준다. 정조의 개혁정책을 노론벽파의 소신에 따라 반대하는 입장이었으나 뒤에는 그런대로 수용하는 태도를 취한다. 정조와 척신인 홍국영 캐릭터와 대립관계로 나오는데, 이는 김종수가 모델인 인물인 만큼 실제 경자년(1780년) 음력 2월 26일 실제 홍국영에 대한 탄핵상소를 올린 김종수의 모습에서 따온 것으로 보인다. 그렇지만 홍국영 사후 정조와 가까워지는 정약용 캐릭터와는 그런대로 나쁘지 않은 사이로 지낸다.